# Паркер, Николь Ари
Николь Ари Паркер Коджо (англ. Nicole Ari Parker, род. 7 октября 1970) — американская актриса и модель.

## Карьера
Николь Ари Паркер начала свою карьеру в качестве фотомодели и одновременно выступала на Бродвейской сцене, а в начале девяностых начала появляться на экране в независимых фильмах. Её первая главная роль была в независимом фильме 1995 года «Две влюблённые девушки», об отношениях двух лесбиянок, после чего она начала получать роли в более крупных проектах, в том числе в «Ночи в стиле буги», «Конец насилия» и «200 сигарет». Также она сыграла главную женскую роль в фильме «Бриллиантовый полицейский» (1999) с Мартином Лоуренсом и сыграла жену героя Дензела Вашингтона в коммерчески успешном фильме «Вспоминая Титанов» (2000).
На телевидении Николь Ари Паркер сыграла главную роль в телесериале канала Showtime «Пища для души», который снимался с 2000 по 2004 год. Сериал был основан на одноимённом фильме 1997 года, в котором персонажа актрисы исполнила Ванесса Уильямс. После Паркер снялась в двух ситкомах и правовой драме ABC «В паутине закона», каждый из которых были закрыты после одного сезона. Кроме этого она снялась в фильмах «Добро пожаловать домой, Роско Дженкинс!», «Чёрный динамит» и «Представь себе», а также сыграла главную роль в пьесе «Трамвай „Желание“».
В сентябре 2012 года было объявлено, что Николь Ари Паркер сыграет одну из главных ролей в пилоте Джерри Брукхаймера «Секретная жизнь мужей и жён», экранизации одноимённого романа о жизни богатого пригорода в котором происходит загадочное убийство одного из его обитателей. Шоу не было подобрано для сезона 2013-14 годов и она затем взяла на себя второстепенную роль в сериале «Революция». В 2014 году, Паркер присоединилась к актёрскому составу сериала «Убийство первой степени» с регулярной ролью.
В 2021 году исполнила одну из ролей в сериале-сиквеле «Секса в большом городе» — «И просто так».

## Личная жизнь
Николь Ари Паркер родилась в Балтиморе, штат Мэриленд. В семнадцатилетнем возрасте она выиграла стипендию на обучение в Вашингтоне, а в 1993 году окончила Нью-Йоркский университет. У Паркер двое детей от брака с актёром Борисом Коджо, с которым они снимались в сериале «Пища для души». У её дочери, родившейся в 2005 году, диагностировано врождённое расщепление позвоночника. Паркер является активным членом Демократической партии и поддерживает однополые браки.

## Фильмография
| Год       |    | Русское название                         | Оригинальное название                              | Роль                        |
| --------- | -- | ---------------------------------------- | -------------------------------------------------- | --------------------------- |
| 1995      | ф  | Две влюблённые девушки                   | The Incredibly True Adventure of Two Girls in Love | Эви Рой                     |
| 1995      | ф  | Стоунволл                                | Stonewall                                          | офицер                      |
| 1996      | тф | Возвращение: Легенда Эрла «Козла» Маниго | Rebound: The Legend of Earl "The Goat" Manigault   | Ванда                       |
| 1997      | ф  | Конец насилия                            | The End of Violence                                | Эйд                         |
| 1997      | ф  | Ночи в стиле буги                        | Boogie Nights                                      | Бекки Барнетт               |
| 1997      | тф | Не прислоняться                          | Subway Stories                                     | Шэрон                       |
| 1998      | ф  | Искра                                    | Spark                                              | Нина                        |
| 1998      | ф  | Приключения Себастьяна Кола              | The Adventures of Sebastian Cole                   | Дженни                      |
| 1998      | тф | Изгой                                    | Exiled: A Law & Order Movie                        | Джорджина Тейлор            |
| 1999      | ф  | 200 сигарет                              | 200 Cigarettes                                     | Бриджет                     |
| 1999      | ф  | Любить Иезавель                          | Loving Jezebel                                     | Фрэнсис                     |
| 1999      | ф  | Карта мира                               | A Map of the World                                 | Шерри                       |
| 1999      | ф  | Бриллиантовый полицейский                | Blue Streak                                        | Мелисса Грин                |
| 1999—2000 | с  | Косби                                    | Cosby                                              | Ребекка                     |
| 2000      | ф  | Танец в сентябре                         | Dancing in September                               | Томасина Кроуфорд           |
| 2000      | ф  | Вспоминая Титанов                        | Remember the Titans                                | Кэрол Бун                   |
| 2000—2004 | с  | Пища для души                            | Soul Food                                          | Терри Джозеф                |
| 2002      | ф  | Тёмный сахар                             | Brown Sugar                                        | Рис Эллис                   |
| 2002      | с  | C.S.I.: Место преступления               | CSI: Crime Scene Investigation                     | Лили Айверс                 |
| 2004      | с  | Всё о нас                                | All of Us                                          | Трейси Гаррисон             |
| 2004—2005 | с  | Во второй раз                            | Second Time Around                                 | Райан Мьюз                  |
| 2005      | ф  | Выкупить Кинга                           | King’s Ransom                                      | Анджела Дрейк               |
| 2008      | ф  | Добро пожаловать домой, Роско Дженкинс!  | Welcome Home Roscoe Jenkins                        | Люсинда                     |
| 2009      | ф  | Чёрный динамит                           | Black Dynamite                                     | Махогани Блэк               |
| 2009      | ф  | Представь себе                           | Imagine That                                       | Триш                        |
| 2009      | ф  | Пастор Браун                             | Pastor Brown                                       | Тони Копленд Браун          |
| 2010      | с  | В паутине закона                         | The Deep End                                       | Сьюзан Оппенгейм            |
| 2011      | ф  | Тридцатипятилетние                       | 35 and Ticking                                     | Зенобия                     |
| 2013      | ф  | Покаяние                                 | Repentance                                         | Софи Санчес                 |
| 2013      | с  | Революция                                | Revolution                                         | секретарь Джастин Алленфорд |
| 2014      | с  | Убийство первой степени                  | Murder in the First                                | Жаклин Перес                |
| 2015—2016 | с  | Роузвуд                                  | Rosewood                                           | Кэт Кроуфорд                |
| 2016      | ф  | Рождество Мэйерсов                       | Almost Christmas                                   | Соня Мейерс                 |
| 2017      | с  | Путешествие в машине времени             | Time After Time                                    | Ванесса Андерс              |
| 2017—2020 | с  | Империя                                  | Empire                                             | Жизель Баркер               |
| 2018      | ф  | Как это заканчивается                    | How It Ends                                        | Пола Сазерленд              |
| 2018      | с  | Умираю со смеху                          | I’m Dying Up Here                                  | Глория                      |
| 2018      | с  | Романовы                                 | The Romanoffs                                      | Шерил Гоуэнс                |
| 2020—2021 | с  | Полиция Чикаго                           | Chicago P.D.                                       | Саманта Миллер              |
| 2021—2025 | с  | И просто так                             | And Just Like That…                                | Лиза Тодд Уэксли            |
| 2023      | ф  | Снежный день в Окленде                   | A Snowy Day in Oakland                             | доктор Латрис Монро         |